# Ladislav Fuks

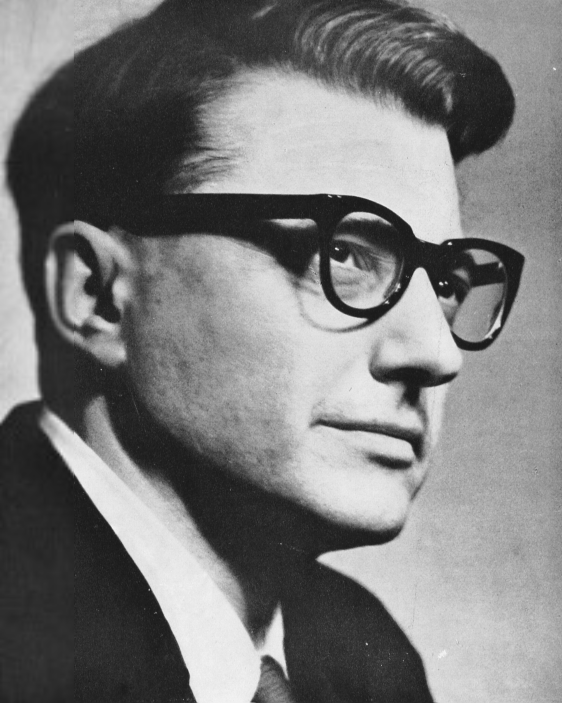
Ladislav Fuks (1966)

Ladislav Fuks (* 24. September 1923 in Prag; † 19. August 1994 ebenda) war ein tschechischer Prosa-Autor und Verfasser psychologischer Romane, die sich vor allem mit dem Faschismus auseinandersetzten.

## Leben
Fuks wurde als Sohn eines Polizisten geboren und besuchte das Prager Gymnasium in der Truhlářská ulice. Er studierte Philosophie, Psychologie und Geschichte an der philosophischen Fakultät der Karls-Universität Prag. Während des Zweiten Weltkrieges arbeitete er als Verwalter in Hodonín. Fuks erhielt im Jahre 1949 seinen Doktortitel. Er arbeitete bis 1959 in den staatlichen Denkmalverwaltung der Nationalgalerie. Fuks wurde in den 1960er Jahren freier Schriftsteller und vor allem bekannt durch seinen Erstling „Herr Theodor Mundstock“, ein Roman, der in viele Sprachen übersetzt wurde. Während der kommunistischen Herrschaft wählte er, wie er sagte „den Weg der Versöhnlichkeit und Toleranz vor kopfloser Aufsässigkeit und dem Mut im Widerstand zu fallen“. Er gehörte dem Verband tschechischer Schriftsteller an. Obwohl er im In- und Ausland Anerkennung fand, blieb er im Alter einsam und ohne Freunde.

## Werke in deutscher Sprache
- Herr Theodor Mundstock (Pan Theodor Mundstock). Übersetzung Josef Hahn. Leipzig : Reclam, 1990. Psychologischer Roman in der Zeit der deutschen Okkupation der Tschechoslowakei über das Schicksal eines Prager Juden, der psychisch angeschlagen ist und Dialoge mit seinem Schatten führt. Nach einem Schlüsselerlebnis rappelt er sich auf und versucht sich auf die Zeit im Konzentrationslager vorzubereiten. Den Transport erlebt er jedoch nicht mehr, da er von einem Auto überfahren wird.
- Reise ins gelobte Land (Cesta do zaslíbené země), 1990 – Roman.
- Der Leichenverbrenner (Spalovač mrtvol), 1967 – psychologischer Horrorroman über einen Angestellten im Krematorium. Dieser unterliegt durch Einfluss des Nationalsozialismus, aber auch durch sein Interesse an orientalischer Philosophie, manischen Visionen. Er ermordet seine Familie, wobei er glaubt, dass ihm deren Tod Reinigung bringen wird.
- Das Bildnis des Martin Blaskowitz  (Obraz Martina Blaskowitze), 1983 – Novelle über Probleme der Moral. Konfrontation eines unbescholtenen Erzählers mit einem Karrieristen und Nazi-Kollaborateur.
- Die Mäuse der Natalie Mooshaber (Myši Natálie Mooshabrové), 1982 – ebenfalls ein Roman mit Horrorszenarien, aber auch grotesk und phantastisch. Eine Geschichte an der Grenze der Realität. Das Leben einer jungen Witwe, deren Sohn Kriminalbeamter und deren Tochter eine Prostituierte ist.
- Der Fall des Kriminalrats (Příběh kriminálního rady), 1980 – Kriminalroman. Der Kriminalrat löst einen vierfachen Kindermord.
- Der Hütejunge aus dem Tal (Pasáček z doliny), 1979 – In Form einer Ballade wird die Phase der Kollektivierung in der Slowakei beschrieben.
- Die Toten auf dem Ball (Nebožtíci na bále), 1976 – Das Leben eines Bürgers vor dem Ersten Weltkrieg. Zum Teil humoristisch wird das Schicksal zweier Verstorbenen beschrieben.
- Skizzen aus Prag, 1976.
- Variationen für eine dunkle Saite (Variace pro temnou strunu), 1967.

## Verfilmungen
Literarische Vorlage
- 1978: In der Stille der Nacht (Wsrod nocnej ciszy)
- 1983: Postkarte von einer Reise (Kartka z podrozy) nach dem Roman "Herr Theodor Mundstock"

Drehbuch
- 1968: Der Leichenverbrenner (Spalovač mrtvol) – Regie: Juraj Herz,  mit Rudolf Hrušínský
- 1973: Das Geheimnis des goldenen Buddhas (Tajemstvi zlateho buddhy)